# Ophidiaster macknighti
Ophidiaster macknighti är en sjöstjärneart som beskrevs av H.E.S. Clark 1962. Ophidiaster macknighti ingår i släktet Ophidiaster och familjen Ophidiasteridae.
Artens utbredningsområde är havet kring Nya Zeeland. Inga underarter finns listade i Catalogue of Life.